# Григорян, Гамлет Вагаршакович
Гамлет Вагаршакович Григорян (арм. Համլետ  Գրիգորյան, род. 17 сентября 1941, село Гергер, Нагорно-Карабахская АО, Азербайджанская ССР) — государственный и политический деятель непризнанной Нагорно-Карабахской Республики.

## Биография
- 1960 — окончил педагогическое училище г. Шуша.
- 1969 — окончил физико-математический факультет Азербайджанского педагогического института им. Ленина.
- 1960—1961 — работал учителем в школах Мартунинского района.
- 1961—1964 — служил в Советской Армии.
- 1969—1981 — преподавал математику в средних школах г. Степанакерта и одновременно в Степанакертском педагогическом институте.
- 1981—1983 — работал на кафедре математики ассистентом, старшим преподавателем и доцентом (1983—1990, 1995—1999) Арцахского государственного педагогического университета.
- 1990—1995 — депутат Верховного Совета Армении, член постоянной комиссии по образованию и науке.
- 1992—1995 — депутат Верховного Совета непризнанной НКР, председатель постоянной комиссии по образованию, науке, культуре и вопросам информации.
- 1999—2004 — министр образования и науки НКР.
- 2000 — почётный доктор наук РАЕН, академик РАЕН.
- 2002—2008 — ректор Арцахского государственного университета[1].